# 菊池川
菊池川（きくちがわ）は、熊本県北部を流れる菊池川水系の本流で、一級河川である。
源流部の菊池渓谷は阿蘇くじゅう国立公園の区域内で名水百選、森林浴の森百選、水源の森百選、日本の滝百選に選定されている。

## 地理

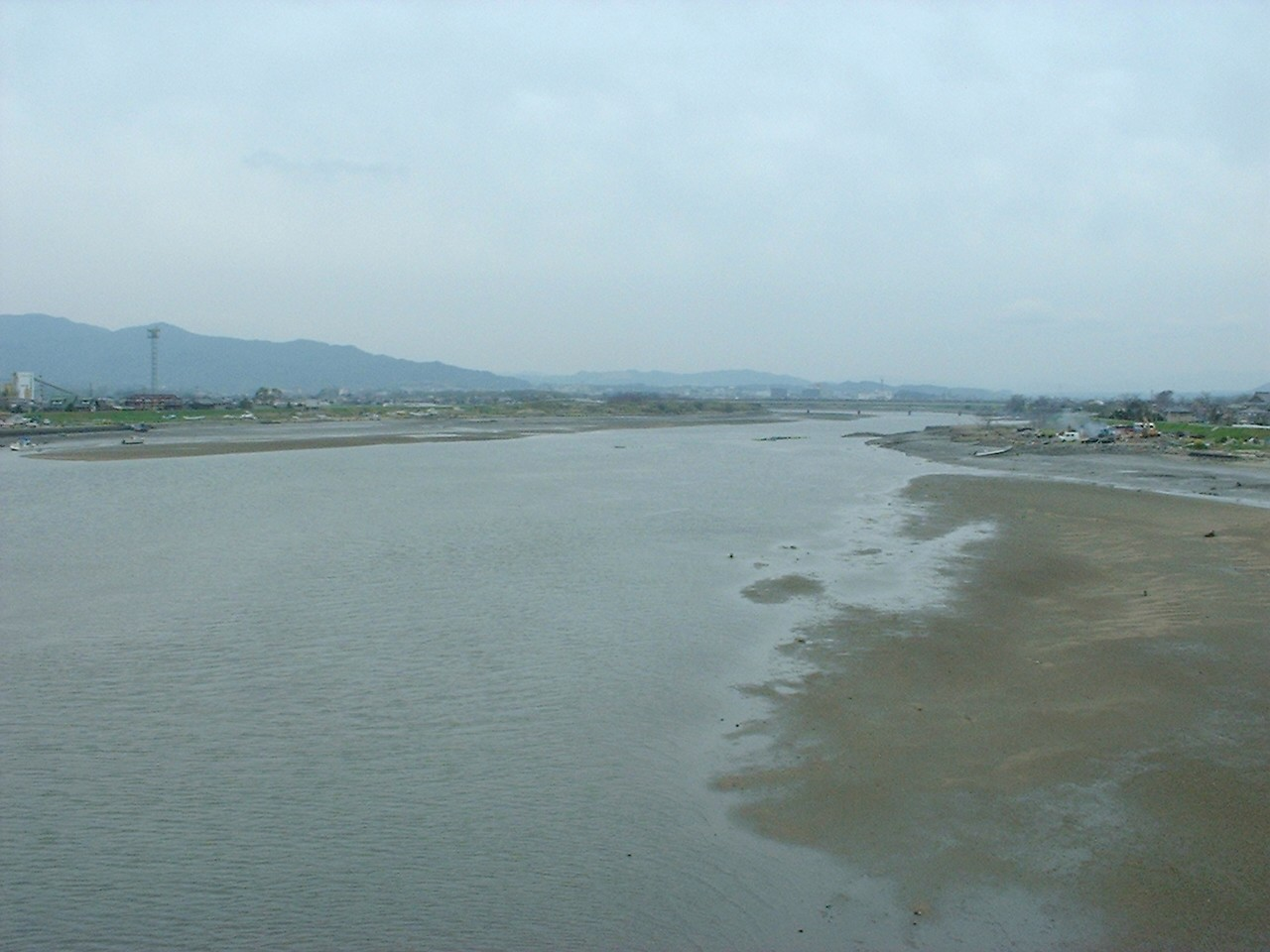
下流の新大浜橋から上流方（玉名市）

阿蘇外輪山の尾ノ岳（標高1041m）南麓に発し、上流の菊池渓谷を経て西流。和水町北部で南流へと大きく転じ、玉名市市街地南部をかすめて有明海に注ぐ。河口部では干拓が行われてきた。

## 語源
流域の地名「菊池」（きくち・くくち、鞠智・久々知とも）に由来すると思われる。「菊池」「くくち」の語源については諸説がある。
- 延久3年（1070年）に藤原則隆が下向し、生活の拠点とした深川（現菊池市深川）の湧水池「菊之池」を短縮したという説がある。
- 中原英は「水がピチャピチャした湿地帯」または「茂賀の浦の水が引いた後の湿地帯」の意を語源とする。
- 『魏志倭人伝』に登場する邪馬台国の卑弥呼と対峙した狗奴国の役人「狗古智卑狗」の名前に由来する。
- 「く・こ・ち」（「く・く・ち」）の語幹に分けられる。『地名用語語源辞典』は「く・こ・ち」について、以下のように説明した。
  - 「く」は「くゆ」（崩・漬）の語幹で崩壊地を示す。
  - 「こ」は「湖」を示す地理地名用語で、特に「湖」は「水+胡」（巨に通じ、大きなの意）で、「大きな水」を意味する。
  - 「ち」は場所を示す接尾語で、みち（道）・つち（土）・ふち（縁）などの和語の「ち」とされる。
- 「くこ・ち」（「くく・ち」）の語幹に分けられる。「くこ・ち」の「くこ」は「くご」の変形で、「くぼ」（窪）の意である、呉音では「くく」となる。この「くく」は、「低く窪んだ所・谷間」「山中の小平坦地」「山間の湿地」「何かに包まれたような地形」「山間小盆地・谷奥」などの意味がある。

## 流域の自治体
熊本県
菊池市、山鹿市、玉名郡和水町、玉名市

## 並行する交通
- 主要地方道
  - 熊本県道・福岡県道6号玉名立花線
  - 熊本県道16号玉名山鹿線
  - 熊本県道45号阿蘇公園菊池線

## 橋梁
- 竈門大橋
- 内藤橋
- 玉杵名大橋
- 玉名橋
- 菊池川大橋 - 国道208号玉名バイパスの橋。
- 高瀬大橋 - 県道寺田岱明線（旧国道208号）の橋。
- 新大浜橋 - 国道501号の橋。

## 支流
- 合志川
  - 塩浸川
- 江田川
- 木葉川
- 繁根木川

## 流域の観光地
- 菊池渓谷
- 玉名温泉